# Ackompanjatör
En ackompanjatör är en person som, oftast genom att spela piano, understöder en eller flera solister. Ackompanjemang, som det heter, utförs vanligast på så kallade bruksinstrument, det vill säga piano eller gitarr. Ofta finns det en särskild stämma utskriven för just ackompanjatören, men det kan också vara endast ackord. Härifrån kommer också slanget "att kompa" eller "ett komp".